# Helene D. Gayle
Helene D. Gayle (née le 16 août 1955) est une médecin américaine qui est présidente du Spelman College. Elle est auparavant PDG du Chicago Community Trust, l'une des principales fondations communautaires du pays.

## Biographie
Helene Gayle est née à Buffalo, New York, de Jacob Gayle, propriétaire d'une petite entreprise, et de Marietta Gayle, assistante sociale. Elle fréquente le Barnard College de l'Université Columbia, d'où elle obtient un BA en psychologie avec mention. Elle obtient un doctorat en médecine à l'École de médecine de l'Université de Pennsylvanie et un MPH à l'École d'hygiène et de santé publique de l'Université Johns-Hopkins (maintenant l'École Bloomberg). Elle est certifiée en pédiatrie, après avoir effectué une résidence en médecine pédiatrique au Children's National Medical Center à Washington, DC Gayle effectue une deuxième résidence en médecine préventive aux Centers for Disease Control and Prevention.
À partir de 1984, Gayle passe 20 ans avec les Centers for Disease Control and Prevention (CDC), se concentrant sur la santé mondiale et la prévention et le contrôle des maladies infectieuses, en particulier le VIH/sida. En mission du CDC de 1992 à 1994, Gayle est coordinatrice du SIDA et chef de la division VIH/SIDA à l'Agence des États-Unis pour le développement international (USAID). En 1995, elle est nommée première directrice du nouveau Centre national de prévention du VIH, de la tuberculose et des MST (NCHSTP). Pendant ce temps, elle est nommée assistante du chirurgien général et contre-amiral au service de santé publique des États-Unis.
Initialement détachée par le CDC, elle dirige le programme VIH, tuberculose et santé reproductive à la Fondation Bill & Melinda Gates de 2001 à 2006. Au cours de ses 5 années en tant que directrice, elle est responsable de la recherche, des politiques, de la sensibilisation du public et des programmes sur le VIH/sida, la tuberculose, les MST et la santé reproductive dans le monde.
Gayle est présidente et directrice générale de l'organisation humanitaire internationale CARE de 2006 à 2015. Sous sa direction, CARE renforce son accent sur les efforts de plaidoyer et le travail politique pour avoir un impact à long terme sur la réduction de la pauvreté à travers le monde. Gayle introduit des programmes phares axés sur l'inclusion financière, la santé maternelle et l'amélioration de l'accès des filles à une éducation primaire de qualité.
De 2015 à 2017, Gayle dirige le McKinsey Social Initiative (maintenant McKinsey.org), une organisation à but non lucratif qui rassemble diverses parties prenantes pour relever des défis sociaux mondiaux complexes.
En 2017, Gayle devient PDG du Chicago Community Trust (le Trust), l'une des fondations communautaires les plus anciennes et les plus importantes du pays. Sous sa direction, l'organisation adopte une nouvelle orientation stratégique visant à combler l'écart de richesse raciale et ethnique dans la région de Chicago. La stratégie en trois volets pour combler cet écart s'articule autour de l'accroissement de la richesse des ménages, de la catalyse des investissements de quartier et de la construction d'un pouvoir collectif. Gayle est reconnue internationalement comme une experte en matière de santé, de développement mondial et de questions humanitaires. Elle est désignée l'une des « 100 femmes les plus puissantes » de Forbes, l'une des « 50 meilleures puissances et influences » du NonProfit Times et les « 50 femmes les plus puissantes de Chicago » du Chicago Magazine.
Gayle reçoit 18 diplômes honorifiques et occupe des postes de professeurs affiliés et auxiliaires à l'Université de Washington et à l'Université Emory. Elle publie de nombreux articles scientifiques sur les problèmes de santé publique mondiaux et nationaux, la réduction de la pauvreté, l'égalité des sexes et la justice sociale.
Le 25 avril 2022, elle est désignée pour succéder à Mary Schmidt Campbell (en) en tant que 11e présidente des arts libéraux du HBCU Spelman College. Elle commence son mandat le 1er juin 2022.